# Slime (monstro)

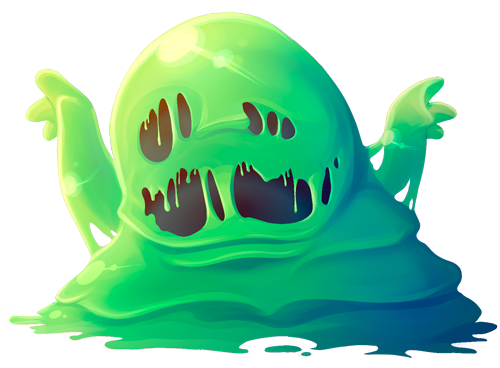
Uma ilustração de um Slime

Na ficção, slimes, são criaturas amorfas compostas de lodo gelatinoso. Na literatura e no cinema, os slimes geralmente assumem o papel de monstros tenebrosos, enquanto em obras de videogames e animes, eles são frequentemente retratados como inimigos fofos de baixo nível de periculosidade.

## História

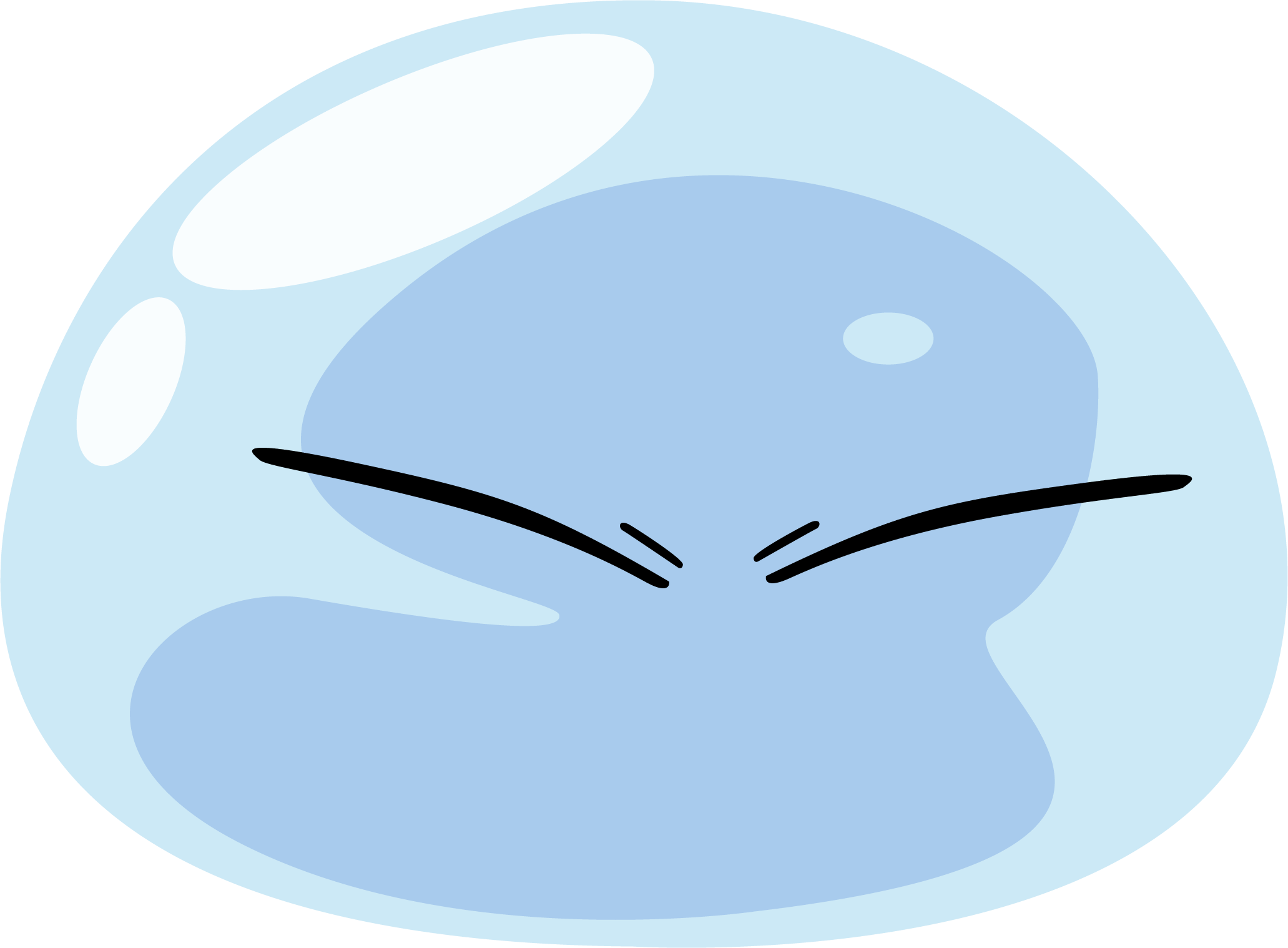
Rimuru, o protagonista de That Time I Got Reincarnated as a Slime

Slimes como monstros na literatura se originaram com os escritos de HP Lovecraft . Em seu conto Nas Montanhas da Loucura, Lovecraft descreveu shoggoths, seres disformes feitos de lodo preto. Os escritos de Lovecraft influenciariam a ficção gótica posterior na cultura pop. (12–17)
No jogo Wizardry: Proving Grounds of the Mad Overlord, os slimes aparecem como monstros de baixo nível, o que inspirou sua aparição em Dragon Quest . O slime Dragon Quest, projetado por Akira Toriyama, se tornou um personagem altamente popular e reconhecível, e passou a influenciar slimes em outros videogames de fantasia. Slimes em videogames são tipicamente personagens "fofos", às vezes aparecendo não apenas como inimigos comuns, mas também como aliados ou animais de estimação. Slimes fofos aparecem em jogos como Slime Rancher, Stardew Valley, Terraria, Minecraft e a franquia The Legend of Zelda .
Slimes também aparecem em jogos de tabuleiro como Dungeons & Dragons , embora sua representação naquele jogo seja mais horrível, sendo parcialmente inspirada em filmes de terror como The Blob . (p193)Criaturas viscosas em Dungeons & Dragons, como o cubo gelatinoso, envolvem a presa antes de dissolvê-la em lodo ácido.
No anime de 2018 That Time I Got Reincarnated as a Slime, o protagonista reencarna em um mundo isekai de fantasia como um pequeno slime azul inspirado no slime de Dragon Quest . Esta série criou uma tendência de anime com slimes fofos. Em Delicious in Dungeon, os monstros de slime são um ingrediente essencial em várias refeições consumidas ao longo da série.

## Análise

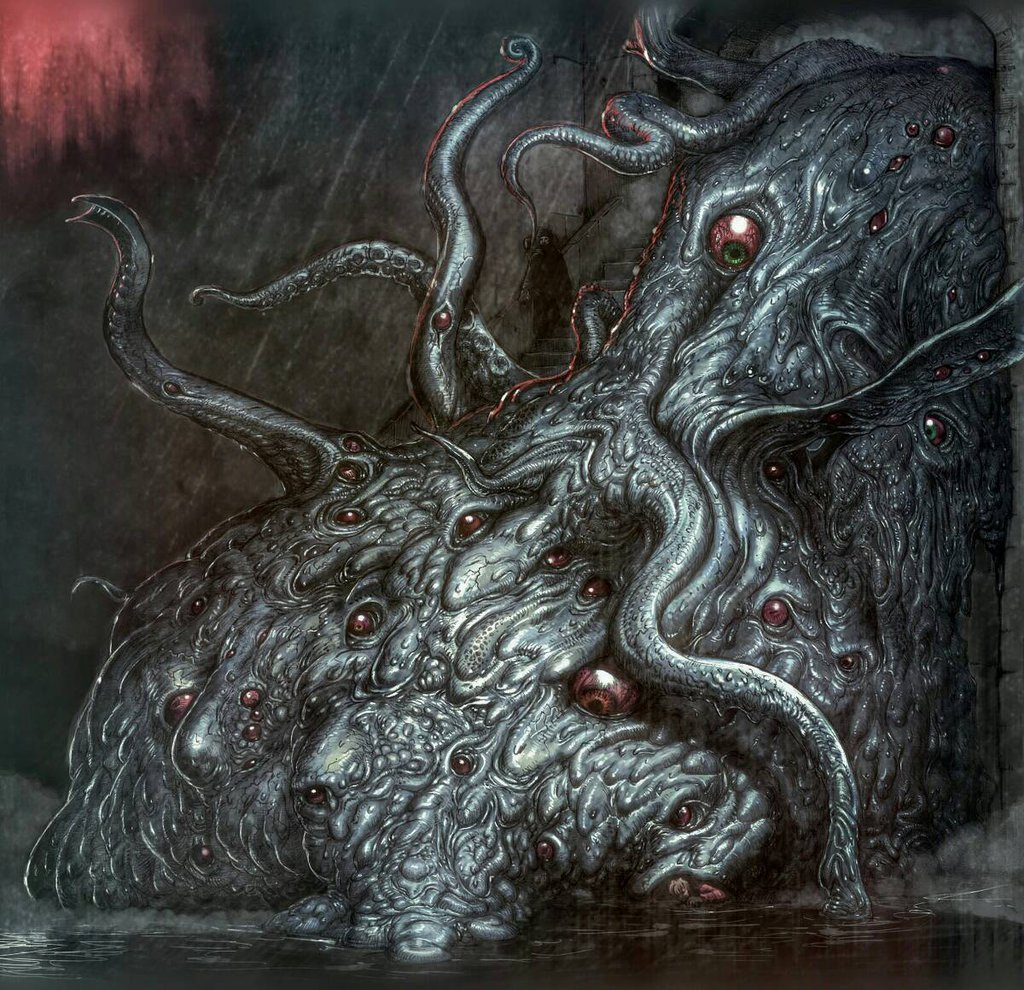
Uma representação artística de um shoggoth, um monstro de lodo influente criado por HP Lovecraft

De acordo com Steven Shaviro, criaturas de slime na ficção geralmente assumem a forma de um organismo unicelular ou de um superorganismo, "ambos os quais não conseguem compreender sua natureza complexa". Além disso, slimes não possuem a diferenciação de órgãos e tecidos que são características da vida multicelular. Nessa diferença, os slimes são "um coletivo sem indivíduos, sem quaisquer partes especializadas e sem qualquer tipo de estrutura articulada (ou hierárquica)". Marijeta Bradić escreve que o motivo dos slimes na ficção "serve como uma ferramenta para questionar a ideia do excepcionalismo humano".
O slime possui um significado simbólico na ficção. Na ficção científica, ele é muitas vezes "uma metáfora para o intangível ou o inimaginável", segundo o designer Steven Heller. Historicamente, alguns escritores homens, como Lovecraft, associaram o slime à feminilidade, descrevendo as mulheres como algo repulsivamente distinto dos homens. Um exemplo desse simbolismo está no conto "Dagon", de Lovecraft, que traz um monstro feito de lodo e que compartilha o nome com Dagon, uma divindade mesopotâmica, às vezes representada como um híbrido de peixe e mulher. O jornalista americano Daniel Engber observou que os slimes do cinema dos anos 1980, como o Slimer e o ectoplasma em Ghostbusters, simbolizam os temores culturais da Guerra Fria em relação à radiação nuclear e aos resíduos radioativos gerados por armas nucleares.
Escrevendo para o Polygon, Ana Diaz descreveu os slimes de videogame como "sacos de pancadas leais", devido ao seu papel como inimigos comuns de baixo nível.